# Lista de vereadores de Engenheiro Paulo de Frontin
Esta é a lista de vereadores de Engenheiro Paulo de Frontin, município brasileiro do estado do Rio de Janeiro.
A Câmara Municipal de Engenheiro Paulo de Frontin, é formada por nove representantes. O plenário chama-se Jauldo Gomes Balthazar.

## Legislatura de 2021–2024
Estes são os vereadores eleitos nas eleições de 15 de novembro de 2020, pelo período de 1° de janeiro de 2021 a 31 de dezembro de 2024:
| Mesa Diretora (2021-2022)           |                       |                        |                           |
| Nome                                | Início do mandato     | Fim do mandato         | Cargo                     |
| Júlio César da Silva Serenoo (Cid.) | 1º de janeiro de 2021 | 31 de dezembro de 2022 | Presidente da Câmara      |
| Jorge Silvano Vilela (PSC)          | 1º de janeiro de 2021 | 31 de dezembro de 2022 | Vice-presidente da Câmara |
| Ernesto Marques Laré (DEM)          | 1º de janeiro de 2021 | 31 de dezembro de 2022 | 1º Secretário             |
|                                     | 1º de janeiro de 2021 | 31 de dezembro de 2022 | 2º Secretário             |

|   | Nome                                                                                          | Partido                                        | Votos | %     | Observações |
| - | --------------------------------------------------------------------------------------------- | ---------------------------------------------- | ----- | ----- | ----------- |
| 1 | Kaio José Balthazar Ferreira (Engenheiro Paulo de Frontin, 19.09.1985–)                       | Partido Social Cristão (PSC)                   | 882   | 10,03 | 2º mandato  |
| 2 | Sandro Ferreira Pinto, Deca (Engenheiro Paulo de Frontin, 29.11.1972–)                        | Partido da Social Democracia Brasileira (PSDB) | 446   | 5,07  | 1º mandato  |
| 3 | Jéferson Adriano Gomes Moreira, Budinha (Engenheiro Paulo de Frontin, 28.06.1985–)            | Partido Social Liberal (PSL)                   | 389   | 4,42  | 2º mandato  |
| 4 | Sandra Regina Gil (Engenheiro Paulo de Frontin, 24.08.1964–)                                  | Democratas (DEM)                               | 380   | 4,32  | 2º mandato  |
| 5 | Rosângela de Carvalho Passos Gôda, Filha do Ademir (Engenheiro Paulo de Frontin, 16.09.1975–) | Partido Social Cristão (PSC)                   | 303   | 3,44  | 2º mandato  |
| 6 | Ernesto Marques Laré (Rio de Janeiro, 12.10.1966–)                                            | Democratas (DEM)                               | 295   | 3,35  | 1º mandato  |
| 7 | Moisés dos Santos Rocha (Engenheiro Paulo de Frontin, 06.11.1970–)                            | REPUBLICANOS                                   | 265   | 3,01  | 2º mandato  |
| 8 | Júlio César da Silva Sereno (2021-2022) (Engenheiro Paulo de Frontin, 14.05.1977–)            | CIDADANIA                                      | 237   | 2,69  | 2º mandato  |
| 9 | Jorge Silvano Vilela (Engenheiro Paulo de Frontin, 15.01.1964–)                               | Partido Social Cristão (PSC)                   | 219   | 2,49  | 1º mandato  |

## Legislatura de 2017–2020
Estes são os vereadores eleitos nas eleições de 2 de outubro de 2016, pelo período de 1° de janeiro de 2017 a 31 de dezembro de 2020:
|   | Nome                                                                                          | Partido                                            | Votos | %    | Observações |
| - | --------------------------------------------------------------------------------------------- | -------------------------------------------------- | ----- | ---- | ----------- |
| 1 | Kaio José Balthazar Ferreira (2017-2020) (Engenheiro Paulo de Frontin, 19.09.1985–)           | Partido Humanista da Solidariedade (PHS)           | 653   | 7,29 | 1º mandato  |
| 2 | Júlio César da Silva Sereno (Engenheiro Paulo de Frontin, 14.05.1977–)                        | Democratas (DEM)                                   | 297   | 3,32 | 1º mandato  |
| 3 | Sandra Regina Gil (Engenheiro Paulo de Frontin, 24.08.1964–)                                  | Democratas (DEM)                                   | 268   | 2,99 | 1º mandato  |
| 4 | Jéferson Adriano Gomes Moreira, Budinha (Engenheiro Paulo de Frontin, 28.06.1985–)            | Partido Progressista (PP)                          | 251   | 2,80 | 1º mandato  |
| 5 | Gilda de Souza Gil (Engenheiro Paulo de Frontin, 20.06.1958–)                                 | Partido do Movimento Democrático Brasileiro (PMDB) | 247   | 2,76 | 1º mandato  |
| 6 | José Roberto Queiroz de Sousa, Mola Capoeira (Engenheiro Paulo de Frontin, 27.02.1966–)       | Partido Comunista do Brasil (PCdoB)                | 234   | 2,61 | 1º mandato  |
| 7 | Rosângela de Carvalho Passos Gôda, Filha do Ademir (Engenheiro Paulo de Frontin, 16.09.1975–) | Partido Humanista da Solidariedade (PHS)           | 226   | 2,52 | 1º mandato  |
| 8 | Alex Papa Alves (Engenheiro Paulo de Frontin, 06.09.1977–)                                    | Partido dos Trabalhadores (PT)                     | 209   | 2,33 | 1º mandato  |
| 9 | Moisés dos Santos Rocha (Engenheiro Paulo de Frontin, 06.11.1970–)                            | Partido Republicano Brasileiro (PRB)               | 156   | 1,74 | 1º mandato  |

## Legenda
| Cor  | Significado          |
| Bege | Presidente da Câmara |
| Azul | Suplente             |